# Maeve Brennan
Maeve Brennan, född 6 januari 1917 i Dublin, död 1 november 1993, var en irländsk novellförfattare och journalist. Hon var verksam i New York från 1940-talet och framåt, där hon författade artiklar och noveller som publicerades i tidskriften The New Yorker och i egna samlingsvolymer.